# Krasnoivanivka, Peatîhatkî
Krasnoivanivka (în ucraineană Красноіванівка) este un sat în comuna Hrușuvatka din raionul Peatîhatkî, regiunea Dnipropetrovsk, Ucraina.

## Demografie
Componența lingvistică a localității Krasnoivanivka
     Ucraineană (92,25%)
     Rusă (7,04%)
     Alte limbi (0,35%)
Conform recensământului din 2001, majoritatea populației localității Krasnoivanivka era vorbitoare de ucraineană (92,25%), existând în minoritate și vorbitori de rusă (7,04%).